# الحزب الوطني للديمقراطية والتنمية
الحزب الوطني للديمقراطية والتنمية (بالفرنسية: Parti National pour la Démocratie el le Développement)‏ كان حزبا سياسيا في بنين.

## التاريخ
تأسس الحزب في عام 1989 من قبل الرئيس السابق هويبر ماغا.  وخاض الانتخابات البرلمانية لعام 1991 بالتحالف مع حزب التجديد الديمقراطي. وفاز التحالف بتسعة مقاعد، أربعة منها حصل عليها الحزب الوطني. 
انضم الحزب إلى تحالف الدافع للتقدم والديمقراطية للانتخابات البرلمانية عام 1995، إلى جانب التحالف من أجل التجديد المدني وحزب الديمقراطية والتقدم.  فاز التحالف بثلاثة مقاعد. 
قبل انتخابات 1999 انضم الحزب إلى تحالف ستار.  حصل التحالف على 4٪ من الأصوات وفاز بأربعة مقاعد.